# Jungfru Marias födelses kyrka, Pomorie
Jungfru Marias födelses kyrka (bulgariska: Църквата Рождество на Пресвета Богородица; translitteration: Tsŭrkvata Roshdestvo na Presveta Bogoroditsa) är en bulgarisk-ortodox kyrkobyggnad belägen i den centrtala delen av staden Pomorie, i kommunen Pomorie i regionen Burgas, i östra Bulgarien.
Kyrkan är helgad åt Jungfru Marie födelse och tillhör Slivens stift.

## Historik
Jungfru Marias födelses kyrka i Pomorie byggdes år 1890 av den berömda mästaren Usta Gencho Kanev. Kyrkan invigdes året efter.
1959 byggdes och målades kyrkan om.

## Inventarier
- Ikonostasen är snidad och är tillverkad av Krum Kosharevski.[3]
- Vid renoveringen 1959 målades de nya freskerna av konstnärarna Nikolaj Rostovtsev, Karlo Jordanov och Alexander Sorokin.[3]
- Kyrkas ikoner är tillverkades i Ryssland.[1]

## Bilder

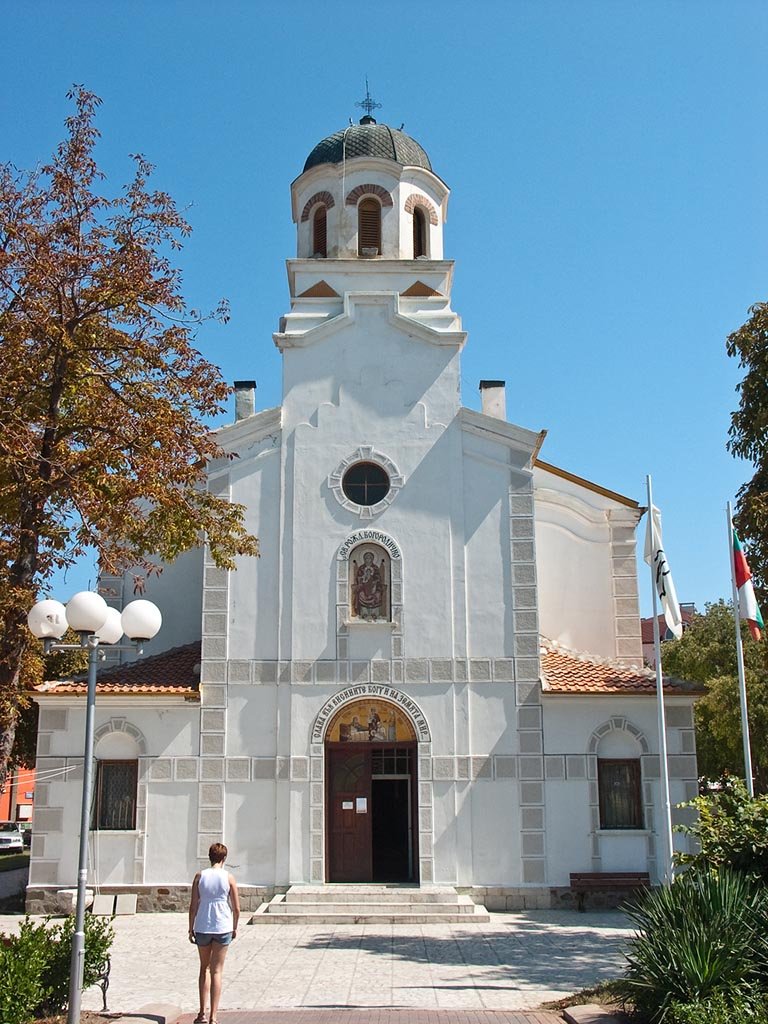
Närmare bild på entrén.
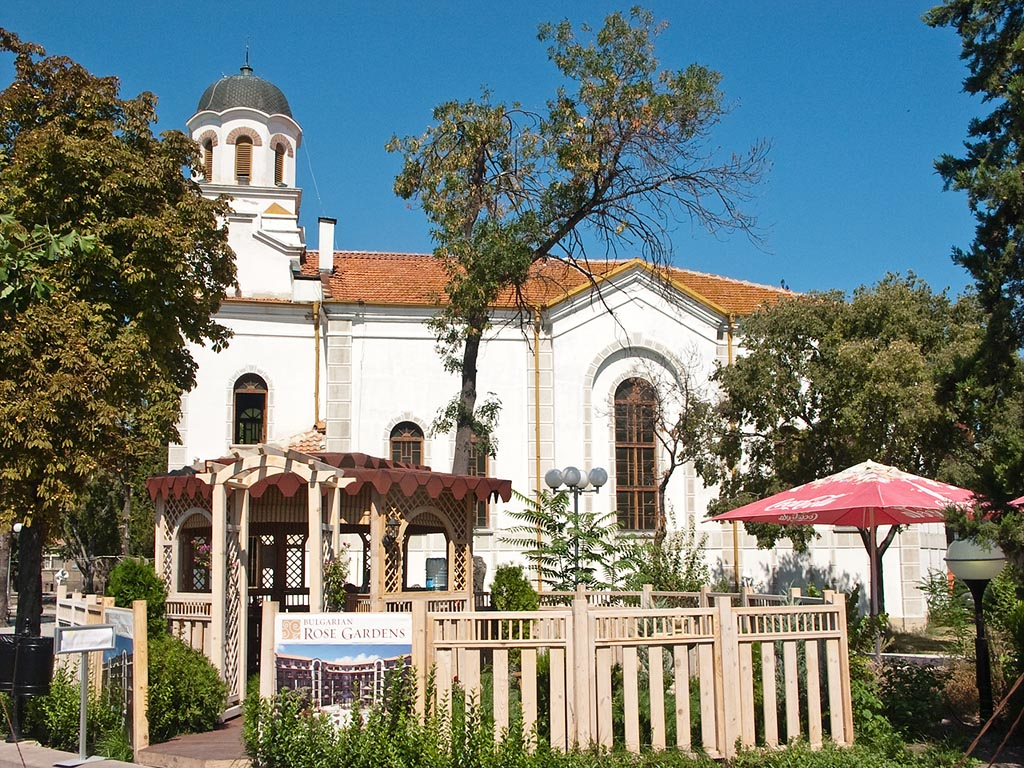
Kyrkan från sidan.
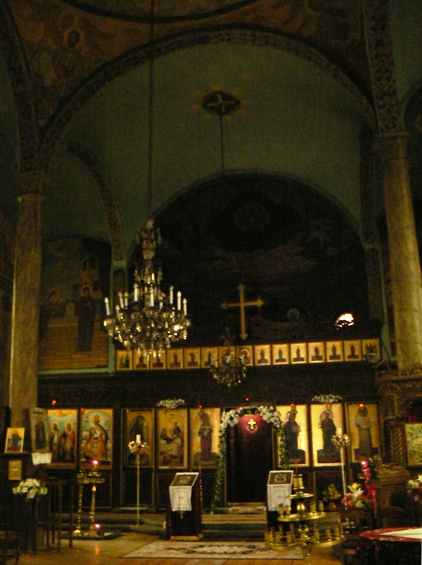
Kyrkans interiör mot ikonostasen.